# 이찬오 (요리사)
이찬오(1984년 ~ )는 대한민국의 요리사이다.

## 생애
고등학교 시절 수영선수로 활동하였으며, 호주에서 스포츠마케팅을 공부하던 중 주방 보조 아르바이트를 하면서 요리사가 되었다. 이후 호주, 프랑스, 네덜란드에서 요리를 배운 후 2009년에 입국하였다.

## 출연 작품

### 예능
- 《올리브 쇼-셰프들의 레게임》 (2015)
- 《냉장고를 부탁해》 (2015~2016)
- 《마이 리틀 텔레비전》(2015)
- 《쿡가대표》 (2016~2016)

### 드라마
- 《유미의 방》 (2015년, 올리브)

## 논란

### 결혼 및 이혼
이찬오는 2015년 8월 13일에 김새롬과 결혼하였다. 그러나 이찬오 외도의 외도 의혹과 김새롬에 의한 가정폭력 의혹 등이 제기되다가 2016년 12월에 이혼을 결정하였다.

### 마약 흡입
2017년 12월 14일에 마약인 해시시를 밀수입하고 흡입한 혐의로 검찰에 체포되었다. 검찰은 구속영장을 신청했으나 법원은 도주 및 증거인멸의 우려가 없다며 구속영장을 기각했다.